# Список країн за експортом на душу населення
Це список країн за експортом на душу населення. Якщо не вказане інше, усі данні базуються на інформації з Список країн за обсягами експорту та Список країн за населенням.
| Місце | Країна / Сутність                | Експорт на душу , США$ | Дата інформації     |
| ----- | -------------------------------- | ---------------------- | ------------------- |
| 1     | Ліхтенштейн                      | 100,615                | 2011 оціночні данні |
| 2     | Гонконг                          | 66,808                 | 2016 оціночні данні |
| 3     | Сінгапур                         | 63,775                 | 2016 оціночні данні |
| 4     | Катар                            | 50,017                 | 2014 оціночні данні |
| 5     | Швейцарія                        | 36,321                 | 2016 оціночні данні |
| 6     | ОАЕ                              | 34,497                 | 2016 оціночні данні |
| 7     | Нідерланди                       | 27,160                 | 2016 оціночні данні |
| 8     | Бельгія                          | 28,870                 | 2014 оціночні данні |
| 9     | Кувейт                           | 26,269                 | 2014 оціночні данні |
| 10    | Ірландія                         | 26,168                 | 2014 оціночні данні |
| 11    | Норвегія                         | 19,788                 | 2016 оціночні данні |
| 12    | Ісландія                         | 15,627                 | 2013 оціночні данні |
| 13    | Австрія                          | 18,897                 | 2014 оціночні данні |
| 14    | Данія                            | 19,063                 | 2014 оціночні данні |
| 15    | Швеція                           | 18,688                 | 2014 оціночні данні |
| 16    | Німеччина                        | 18,316                 | 2014 оціночні данні |
| 17    | Словенія                         | 14,721                 | 2014 оціночні данні |
| 18    | Пуерто-Рико                      | 19,670                 | 2014 оціночні данні |
| 19    | Словаччина                       | 15,957                 | 2014 оціночні данні |
| 20    | Південна Корея                   | 11,104                 | 2014 оціночні данні |
| 21    | Канада                           | 13,286                 | 2014 оціночні данні |
| 22    | Тринідад і Тобаго                | 12,700                 | 2009 оціночні данні |
| 23    | Чехія                            | 16,660                 | 2014 оціночні данні |
| 24    | Саудівська Аравія                | 10,633                 | 2014 оціночні данні |
| 25    | Австралія                        | 10,446                 | 2014 оціночні данні |
| 26    | Оман                             | 13,439                 | 2014 оціночні данні |
| 27    | Фінляндія                        | 14,181                 | 2014 оціночні данні |
| 28    | Угорщина                         | 10,107                 | 2014 оціночні данні |
| 29    | Лівія                            | 2,763                  | 2014 оціночні данні |
| 30    | Естонія                          | 12,060                 | 2014 оціночні данні |
| 31    | Франція                          | 9,052                  | 2014 оціночні данні |
| 32    | Республіка Китай                 | 13,260                 | 2014 оціночні данні |
| 33    | Італія                           | 8,466                  | 2014 оціночні данні |
| 34    | Велика Британія                  | 7,378                  | 2014 оціночні данні |
| 35    | Литва                            | 10,953                 | 2014 оціночні данні |
| 36    | Ізраїль                          | 7,469                  | 2014 оціночні данні |
| 37    | Нова Зеландія                    | 8,618                  | 2014 оціночні данні |
| 38    | Іспанія                          | 6,829                  | 2014 оціночні данні |
| 39    | Габон                            | 4,661                  | 2014 оціночні данні |
| 40    | Японія                           | 5,050                  | 2016 оціночні данні |
| 41    | Польща                           | 5,688                  | 2014 оціночні данні |
| 42    | Шотландія                        | 5,608                  | 2011 оціночні данні |
| 43    | Малайзія                         | 7,493                  | 2014 оціночні данні |
| 44    | Казахстан                        | 4,937                  | 2014 оціночні данні |
| 45    | Португалія                       | 6,390                  | 2014 оціночні данні |
| 46    | США                              | 4,900                  | 2016 оціночні данні |
| 47    | Чилі                             | 4,232                  | 2014 оціночні данні |
| 48    | Ангола                           | 2,849                  | 2014 оціночні данні |
| 49    | Латвія                           | 6,787                  | 2014 оціночні данні |
| 50    | Росія                            | 1,799                  | 2016 оціночні данні |
| 51    | Білорусь                         | 3,989                  | 2014 оціночні данні |
| 52    | Мексика                          | 3,258                  | 2014 оціночні данні |
| 53    | Панама                           | 4,737                  | 2014 оціночні данні |
| 54    | Болгарія                         | 4,061                  | 2014 оціночні данні |
| —     | Європейський Союз                | 2,880                  | -                   |
| 55    | Ботсвана                         | 3,535                  | 2013 оціночні данні |
| 56    | Румунія                          | 3,178                  | 2014 оціночні данні |
| 57    | Хорватія                         | 3,332                  | 2014 оціночні данні |
| 58    | Греція                           | 3,374                  | 2014 оціночні данні |
| 59    | Таїланд                          | 3,556                  | 2014 оціночні данні |
| 60    | Північна Македонія               | 1,979                  | 2014 оціночні данні |
| 61    | Коста-Рика                       | 2,432                  | 2014 оціночні данні |
| 62    | Алжир                            | 1,537                  | 2014 оціночні данні |
| 63    | ПАР                              | 1,781                  | 2014 оціночні данні |
| 64    | Туркменістан                     | 4,584                  | 2014 оціночні данні |
| 65    | Туніс                            | 1,512                  | 2014 оціночні данні |
| 66    | Туреччина                        | 2,243                  | 2014 оціночні данні |
| 67    | Маврикій                         | 2,208                  | 2013 оціночні данні |
| 68    | Аргентина                        | 1,754                  | 2014 оціночні данні |
| 69    | Венесуела                        | 2,681                  | 2014 оціночні данні |
| 70    | Уругвай                          | 3,161                  | 2014 оціночні данні |
| 71    | Сербія                           | 2,108                  | 2014 оціночні данні |
| 72    | Есватіні                         | 1,415                  | 2013 оціночні данні |
| 73    | Іран                             | 1,211                  | 2014 оціночні данні |
| 74    | КНР                              | 1,704                  | 2014 оціночні данні |
| 75    | Україна                          | 1,227                  | 2014 оціночні данні |
| 76    | Намібія                          | 2,204                  | 2013 оціночні данні |
| 77    | Йорданія                         | 830                    | 2013 оціночні данні |
| 78    | Індонезія                        | 693                    | 2014 оціночні данні |
| 79    | Азербайджан                      | 3,186                  | 2014 оціночні данні |
| 80    | Філіппіни                        | 519                    | 2014 оціночні данні |
| 81    | Боснія і Герцеговина             | 942                    | 2013 оціночні данні |
| 82    | Домініканська Республіка         | 1,003                  | 2014 оціночні данні |
| 83    | Еквадор                          | 1,679                  | 2014 оціночні данні |
| 84    | Ірак                             | 2,582                  | 2014 оціночні данні |
| 85    | Ямайка                           | 652                    | 2013 оціночні данні |
| 86    | Перу                             | 1,157                  | 2014 оціночні данні |
| 87    | Сальвадор                        | 784                    | 2013 оціночні данні |
| 88    | Парагвай                         | 2,131                  | 2014 оціночні данні |
| 89    | Колумбія                         | 1,133                  | 2014 оціночні данні |
| 90    | Ліван                            | 981                    | 2013 оціночні данні |
| 91    | Бразилія                         | 1,180                  | 2014 оціночні данні |
| 92    | Папуа Нова Гвінея                | 667                    | 2013 оціночні данні |
| 93    | Нігерія                          | 497                    | 2014 оціночні данні |
| 94    | Албанія                          | 424                    | 2013 оціночні данні |
| 95    | Марокко                          | 587                    | 2014 оціночні данні |
| 96    | В'єтнам                          | 1,603                  | 2014 оціночні данні |
| 97    | Кот-д'Івуар                      | 357                    | 2014 оціночні данні |
| 98    | Лесото                           | 497                    | 2013 оціночні данні |
| 99    | Сирія                            | 144                    | 2013 оціночні данні |
| 100   | Монголія                         | 1,399                  | 2013 оціночні данні |
| 101   | Грузія                           | 702                    | 2013 оціночні данні |
| 102   | Гватемала                        | 655                    | 2014 оціночні данні |
| 103   | Шрі-Ланка                        | 567                    | 2014 оціночні данні |
| 104   | Чад                              | 267                    | 2013 оціночні данні |
| 105   | Ємен                             | 258                    | 2013 оціночні данні |
| 106   | Нікарагуа                        | 690                    | 2013 оціночні данні |
| 107   | Ліберія                          | 201                    | 2013 оціночні данні |
| 108   | Вірменія                         | 551                    | 2013 оціночні данні |
| 109   | Болівія                          | 1,123                  | 2014 оціночні данні |
| 110   | Мавританія                       | 734                    | 2013 оціночні данні |
| 111   | Індія                            | 256                    | 2016 оціночні данні |
| 112   | Молдова                          | 650                    | 2013 оціночні данні |
| 113   | Гондурас                         | 919                    | 2013 оціночні данні |
| 114   | Куба                             | 556                    | 2013 оціночні данні |
| 115   | Узбекистан                       | 429                    | 2014 оціночні данні |
| 116   | Камерун                          | 251                    | 2013 оціночні данні |
| 117   | Єгипет                           | 300                    | 2014 оціночні данні |
| 118   | Судан                            | 193                    | -                   |
| 119   | Камбоджа                         | 189                    | -                   |
| 120   | Замбія                           | 536                    | 2013 оціночні данні |
| 121   | Палестина                        | 146                    | -                   |
| 122   | Таджикистан                      | 99                     | 2013 оціночні данні |
| 123   | Киргизстан                       | 312                    | 2013 оціночні данні |
| 124   | Гана                             | 489                    | 2014 оціночні данні |
| 125   | Сенегал                          | 187                    | 2013 оціночні данні |
| 126   | Зімбабве                         | 197                    | 2013 оціночні данні |
| 127   | Того                             | 138                    | 2013 оціночні данні |
| 128   | Бенін                            | 104                    | 2013 оціночні данні |
| 129   | Пакистан                         | 130                    | 2014 оціночні данні |
| 130   | Кенія                            | 139                    | 2013 оціночні данні |
| 131   | Гамбія                           | 92                     |                     |
| 132   | Мозамбік                         | 148                    | 2013 оціночні данні |
| 133   | Бутан                            | 936                    | 2012 оціночні данні |
| 134   | Бангладеш                        | 195                    | 2014 оціночні данні |
| 135   | Гвінея                           | 101                    | 2013 оціночні данні |
| 136   | Лаос                             | 357                    | 2013 оціночні данні |
| 137   | Північна Корея                   | 156                    | 2012 оціночні данні |
| 138   | Мадагаскар                       | 29                     | 2013 оціночні данні |
| 139   | М'янма                           | 50                     |                     |
| 140   | Гаїті                            | 79                     | 2013 оціночні данні |
| 141   | Танзанія                         | 107                    | 2013 оціночні данні |
| 142   | Сьєрра-Леоне                     | 237                    | 2013 оціночні данні |
| 143   | Центральноафриканська Республіка | 28                     | 2013 оціночні данні |
| 144   | Буркіна-Фасо                     | 149                    | 2013 оціночні данні |
| 145   | Сомалі                           | 47                     | 2012 оціночні данні |
| 146   | Малаві                           | 85                     | 2013 оціночні данні |
| 147   | Уганда                           | 91                     | 2013 оціночні данні |
| 148   | Малі                             | 142                    | 2013 оціночні данні |
| 149   | Непал                            | 37                     | 2013 оціночні данні |
| 150   | ДР Конго                         | 119                    | 2014 оціночні данні |
| 151   | Нігер                            | 74                     | 2013 оціночні данні |
| 152   | Афганістан                       | 14                     | 2012 оціночні данні |
| 153   | Руанда                           | 47                     | 2013 оціночні данні |
| 154   | Ефіопія                          | 35                     | 2013 оціночні данні |
| 155   | Еритрея                          | 93                     | 2013 оціночні данні |
| 156   | Бурунді                          | 12                     | 2013 оціночні данні |
| 157   | Науру                            | 6                      | 2005 оціночні данні |